# ماگما

بخش‌های یک توده نفوذی ماگما: ۱. کوژسنگ (لاکولیت) ۲. آذرین‌تیغه کوچک ۳. ژرف‌سنگ (باتولیت) ۴. آذرین‌تیغه (دایک) ۵. آذرین‌لایه (سیل) ۶. تنوره آتشفشانی (پایپ) ۷. کاوسنگ (لوپولیت)

به مواد مذاب درون زمین که بسیار گرم بوده و تحت فشار شدید در زیر پوستهٔ زمین قرار گرفته‌اند ماگما یا تَفتال می‌گویند. ماگما ممکن است از طریق شکستگی‌ها و سایر نقاط ضعیف و نازک پوسته زمین به بیرون نفوذ کند.
ماگما سنگ‌های گداخته‌ای هستند که اغلب در اتاقک مذابی در زیر رویه زمین قرار دارند و بر اثر فشار کم و دمای بالا به صورت نیمه‌جامد و گاه حتی مایع هستند. ماگما در دمای میان ۱۲۰۰ تا ۱۸۰۰ درجه سانتیگراد پدید می‌آید. ماگما پس از رسیدن به سطح زمین و گدازه شدن به مرور سرد شده و توده‌هایی از سنگ‌های همچون بازالت را پدیدمی‌آورند.
در زمین‌شناسی به سنگ‌های حاصل از انجماد مواد گداخته، سنگ‌های آذَرین می‌گویند. فرایند تشکیل و حرکت ماگما و تبدیل آن به سنگ آذرین را فعالیت ماگمایی می‌گویند.
سنگ‌های آذرین به دو بخش سنگ‌های آذرین درونی و سنگ‌های آذرین بیرونی تقسیم می‌شوند. سنگ‌های آذرین بیرونی حاصل فرایند آتشفشانی و بیرون ریختن مواد مذاب از دهانهٔ آتشفشان است اما سنگ‌های آذرین درونی حاصل فرایند ماندن ماگما در آشیانه و سرد شدن آهستهٔ آن می‌باشد.
ماگما از مایعی تشکیل شده که سیلیکاته است و گران‌روی زیادی دارد و با گاز و مواد فرّار همراه است. گدازه ماگمایی است که مواد فرّار خود را از دست داده باشد. ماگماها ممکن است کاملاً مایع یا نیمه‌متبلور باشند. گدازه‌ها معمولاً نیمه‌متبلورند زیرا محتوی بلور و کانی‌هایی هستند که نقطه ذوب یا انجماد بالاتر دارند. این بلورها یا مستقیماً از ماگما متبلور شده‌اند یا کانی‌های دیرگداز سنگ مادر ماگما هستند که از سنگ مادر جدا شده و به داخل ماگما افتاده‌اند.
ماگما ها از لحاظ زمین شناسی به سه دسته کلی تقسیم می‌شوند
1_ ماگمای بازالتی (بیش از 50%سیلیس دارد)
2_ ماگمای آندرلیتی (60%سیلیس دارد)
3_ ماگمای ریولیتی (70%سیلیس دارد)

## فعالیت ماگمایی
ماگما در بخشی از گوشتهٔ بالایی زمین، واقع در زیر سنگ‌کره که سست است و سست‌کُره asthenosphere نام دارد تولید می‌شود. مخزنی در سنگ‌کره که در آن ماگما پیش از فوران انباشته می‌شود انباشت‌گاه ماگما magma chamber نام دارد.
فعالیت ماگمایی (ماگماتیسم) یعنی فرایند تشکیل و حرکت ماگما و تبدیل آن به سنگ آذرین خود شامل دو بخش است: فعالیت ژرف‌توده‌ای (پلوتونیسم) و فعالیت آتشفشانی (ولکانیسم).
فعالیت ژرف‌توده‌ای به آن دسته از رویدادهایی گفته می‌شود که به موجب آن ماگما از اعماق زمین به سمت بالا حرکت کرده ولی به سطح زمین نمی‌رسد و در درون زمین سرد شده و توده‌های سنگ‌های آذرین درونی همچون گرانیت را پدیدمی‌آورد.
توده‌های آذرین درونی ممکن است به پنج شکل در زیر زمین تشکیل شوند که عبارتند از: ژرف‌سنگ batholith که وسیع‌ترین نوع توده‌هاست، کوژسنگ laccolite که توده‌ای قارچی‌شکل است، کاوسنگ lopolith که مقعر است، آذرین‌لایه sill و آذرین‌تیغه dike.
از انواع سنگ‌های آذرین درونی گرانیت و از سنگ‌های آذرین بیرونی بازالت از همه معروف‌تر هستند.
فعالیت آتشفشانی به فرآیندهایی گفته می‌شود که در طی آن ماگما به سطح زمین راه می‌یابد. انفجار آتشفشانی باعث می‌شود مواد سنگی آواری به روی سطح زمین پاشیده شوند که این مواد را آذرآواری pyroclastic می‌گویند.
اگر سنگی که مورد هجوم ماگما قرار گرفته‌است دارای لایه‌بندی مشخص باشد و دو سطح بالایی و پایینی ماگما با این لایه‌بندی موازی باشند ماگما را همشیب و در صورتی که این دو سطح لایه‌بندی را قطع کند ماگما را ناهمشیب می‌نامند.
ماگمایی که سنگ آذرین خاصی از آن به وجود آمده یا ماگمای دیگری از آن مشتق شده باشد را ماگمای والد parental magma می‌گویند.